# Vitag
Vitag (Rhynchospora alba) är en växtart i familjen halvgräs.

## Externa länkar

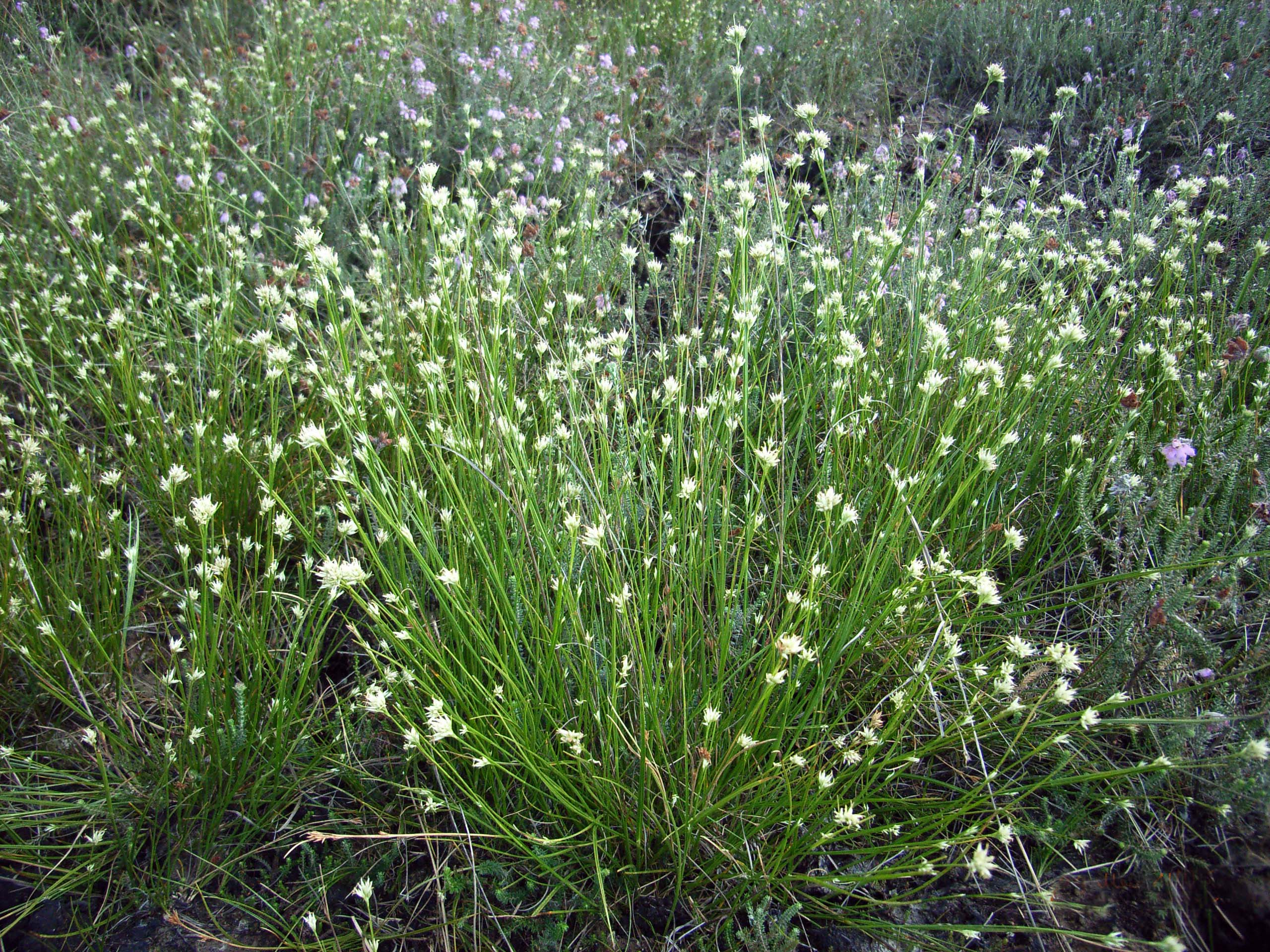
Vitag.